# UCI WorldTour Femenino 2020
El UCI WorldTour Femenino 2020 fue la quinta edición del máximo calendario ciclista femenino a nivel mundial.
El calendario tuvo 11 carreras de las 22 inicialmente previstas, comenzando el 1 de febrero con la disputa de la Cadel Evans Great Ocean Road Race Women en Australia y finalizando el 8 de noviembre con el Ceratizit Challenge by La Vuelta en España.
Sin embargo, debido a la propagación de la pandemia de COVID-19 algunas carreras fueron suspendidas, aplazadas o canceladas para evitar los contagios del coronavirus (COVID -19).

## Equipos
Hasta el 2019 los equipos femeninos pertenecían a una única división. Para este año 8 equipos consiguieron entrar en la nueva máxima categoría UCI World Team Femenino, con participación obligatoria a las carreras de máxima categoría. Los 7 equipos de segunda división con mayor puntuación obtuvieron invitación a todas las carreras de este circuito. No obstante, esos equipos podían renunciar a ella por lo que era probable que en todas las carreras haya equipos participantes fuera de ellos sin invitación asegurada ya que la carrera les había otorgado invitación "extra" fuera de las obligatorias. También podían participar selecciones nacionales pero sin invitación asegurada, estos al igual que todos los equipos tienen derecho a puntuación.
Para la temporada 2020 los equipos UCI World Team Femenino fueron 8:
| Código UCI | Nombre                             | País           | Continente |
| ---------- | ---------------------------------- | -------------- | ---------- |
| ALE        | Alé BTC Ljubljana                  | Italia         | EUR        |
| CSR        | Canyon Sram Racing                 | Alemania       | EUR        |
| CCC        | CCC-Liv                            | Países Bajos   | EUR        |
| FDJ        | FDJ Nouvelle Aquitaine Futuroscope | Francia        | EUR        |
| MTS        | Mitchelton Scott                   | Australia      | OCE        |
| MOV        | Movistar Team                      | España         | EUR        |
| SUN        | Team Sunweb                        | Países Bajos   | EUR        |
| TFS        | Trek-Segafredo Women               | Estados Unidos | AME        |

## Carreras
| UCI World Tour Femenino 2020 | UCI World Tour Femenino 2020 | UCI World Tour Femenino 2020             | UCI World Tour Femenino 2020 | UCI World Tour Femenino 2020 |
| Fecha                        | País                         | Carrera                                  | Ganador                      |                              |
| ---------------------------- | ---------------------------- | ---------------------------------------- | ---------------------------- | ---------------------------- |
| 1 de feb                     | Australia                    | Cadel Evans Great Ocean Road Race Women  | Liane Lippert                |                              |
| 15 de mar                    | Países Bajos                 | Tour de Drenthe femenino                 | cancelada                    |                              |
| 2 de jun                     | Italia                       | Trofeo Alfredo Binda-Comune di Cittiglio | cancelada                    |                              |
| 8 – 13 de junio              | Reino Unido                  | The Women's Tour                         | cancelada                    |                              |
| 1 de ago                     | Italia                       | Strade Bianche femenina                  | Annemiek van Vleuten         |                              |
| 8 de ago                     | Suecia                       | Postnord Vårgårda WestSweden TTT         | cancelada                    |                              |
| 9 de ago                     | Suecia                       | Postnord Vårgårda WestSweden RR          | cancelada                    |                              |
| 13 – 16 de agosto            | Noruega                      | Ladies Tour of Norway                    | cancelada                    |                              |
| 26 de ago                    | Francia                      | Gran Premio Femenino de Plouay           | Lizzie Deignan               |                              |
| 29 de ago                    | Francia                      | La Course by Le Tour de France           | Lizzie Deignan               |                              |
| 1 – 6 de septiembre          | Países Bajos                 | Boels Ladies Tour                        | cancelada                    |                              |
| 11 – 19 de septiembre        | Italia                       | Giro de Italia Femenino                  | Anna van der Breggen         |                              |
| 30 de sep                    | Bélgica                      | Flecha Valona Femenina                   | Anna van der Breggen         |                              |
| 4 de oct                     | Bélgica                      | Lieja-Bastoña-Lieja Femenina             | Lizzie Deignan               |                              |
| 10 de oct                    | Países Bajos                 | Amstel Gold Race femenina                | cancelada                    |                              |
| 11 de oct                    | Bélgica                      | Gante-Wevelgem femenina                  | Jolien D'Hoore               |                              |
| 18 de oct                    | Bélgica                      | Tour de Flandes femenino                 | Chantal van den Broek-Blaak  |                              |
| 20 de oct                    | Bélgica                      | Tres Días Brujas-La Panne femenina       | Lorena Wiebes                |                              |
| 23 – 25 de octubre           | República Popular China      | Tour de la Isla de Chongming             | cancelada                    |                              |
| 25 de oct                    | Francia                      | París-Roubaix femenina                   | cancelada                    |                              |
| 6 – 8 de noviembre           | España                       | La Vuelta Femenina                       | Lisa Brennauer               |                              |
| 10 de nov                    | República Popular China      | Tour de Guangxi Femenino                 | cancelada                    |                              |

## Baremo 2020
Todas las carreras otorgaron puntos para el UCI World Ranking Femenino, incluyendo a todas las corredoras de los equipos de categoría UCI Team Femenino.
El baremo de puntuación es el mismo para todos las carreras, pero las carreras por etapas (2.WWT), otorgan puntos adicionales por las victorias de etapa y por vestir la camiseta del líder de la clasificación general:
| Posición              | 1.ª | 2.ª | 3.ª | 4.ª | 5.ª | 6.ª | 7.ª | 8.ª | 9.ª | 10.ª | 11.ª | 12.ª | 13.ª | 14.ª | 15.ª | 16.ª-20.ª | 21.ª-30.ª | 31.ª-40.ª |
| Clasificación general | 400 | 320 | 260 | 220 | 180 | 140 | 120 | 100 | 80  | 68   | 56   | 48   | 40   | 32   | 28   | 24        | 16        | 8         |
| Por etapa             | 50  | 40  | 30  | 25  | 20  | 18  | 15  | 10  | 8   | 6    |      |      |      |      |      |           |           |           |
| Líder                 | 8   |     |     |     |     |     |     |     |     |      |      |      |      |      |      |           |           |           |
| Mejor joven           | 6   | 4   | 2   |     |     |     |     |     |     |      |      |      |      |      |      |           |           |           |

## Clasificaciones finales
Estas son las clasificaciones finales tras la disputa de la Ceratizit Challenge by La Vuelta:
Nota: ver Baremos de puntuación

### Clasificación individual
| Posición | Corredora             | Equipo                             | Puntos  |
| -------- | --------------------- | ---------------------------------- | ------- |
| 1.ª      | Elizabeth Deignan     | Trek-Segafredo                     | 1622,33 |
| 2.ª      | Elisa Longo Borghini  | Trek-Segafredo                     | 1567,33 |
| 3.ª      | Lisa Brennauer        | Ceratizit-WNT                      | 1424,67 |
| 4.ª      | Anna van der Breggen  | Boels Dolmans                      | 1221,67 |
| 5.ª      | Lotte Kopecky         | Lotto Soudal Ladies                | 1050    |
| 6.ª      | Marianne Vos          | CCC-Liv                            | 974,5   |
| 7.ª      | Annemiek van Vleuten  | Mitchelton Scott                   | 926     |
| 8.ª      | Demi Vollering        | Parkhotel Valkenburg               | 856     |
| 9.ª      | Liane Lippert         | Sunweb                             | 838,33  |
| 10.ª     | Cecilie Uttrup Ludwig | FDJ Nouvelle Aquitaine Futuroscope | 832     |

| Posiciones 11.ª a la 20.ª | Posiciones 11.ª a la 20.ª   | Posiciones 11.ª a la 20.ª | Posiciones 11.ª a la 20.ª |
| ------------------------- | --------------------------- | ------------------------- | ------------------------- |
| 11.ª                      | Lorena Wiebes               | Sunweb                    | 814                       |
| 12.ª                      | Sarah Roy                   | Mitchelton Scott          | 777                       |
| 13.ª                      | Katarzyna Niewiadoma        | Canyon SRAM Racing        | 747                       |
| 14.ª                      | Ellen van Dijk              | Trek-Segafredo            | 718,33                    |
| 15.ª                      | Amy Pieters                 | Boels Dolmans             | 704,67                    |
| 16.ª                      | Chantal van den Broek-Blaak | Boels Dolmans             | 510,67                    |
| 17.ª                      | Mikayla Harvey              | Paule Ka                  | 501,17                    |
| 18.ª                      | Leah Kirchmann              | Sunweb                    | 463,33                    |
| 19.ª                      | Mavi García                 | Alé BTC Ljubljana         | 459,33                    |
| 20.ª                      | Jolien D'Hoore              | Boels Dolmans             | 454,67                    |

### Clasificación por equipos
Esta clasificación se calculó sumando los puntos de las corredoras de cada equipo o selección en cada carrera. Los equipos con el mismo número de puntos se clasificaron de acuerdo a su corredora mejor clasificada.
| Posición | Equipo           | Puntos  |
| -------- | ---------------- | ------- |
| 1.º      | Trek-Segafredo   | 4380,98 |
| 2.º      | Boels Dolmans    | 3177,02 |
| 3.º      | Sunweb           | 2876,98 |
| 4.º      | Mitchelton Scott | 2585    |
| 5.º      | CCC-Liv          | 2137    |

### Clasificación sub-23
| Posición | Corredora       | Equipo                  | Puntos |
| -------- | --------------- | ----------------------- | ------ |
| 1.ª      | Liane Lippert   | Sunweb                  | 28     |
| 2.ª      | Mikayla Harvey  | Paule Ka                | 22     |
| 3.ª      | Marta Cavalli   | Valcar-Travel & Service | 14     |
| 4.ª      | Lorena Wiebes   | Sunweb                  | 10     |
| 5.ª      | Juliette Labous | Sunweb                  | 8      |

## Evolución de las clasificaciones
| Carrera (Vencedora)                                     | Clasificación individual | Clasificación por equipos | Clasificación sub-23 |
| ------------------------------------------------------- | ------------------------ | ------------------------- | -------------------- |
| Cadel Evans Great Ocean Road Race Women (Liane Lippert) | Liane Lippert            | Team Sunweb               | Liane Lippert        |
| Strade Bianche (Annemiek van Vleuten)                   | Liane Lippert            | Team Sunweb               | Liane Lippert        |
| Gran Premio de Plouay (Elizabeth Deignan)               | Liane Lippert            | Trek-Segafredo            | Liane Lippert        |
| La Course by Le Tour de France (Elizabeth Deignan)      | Elizabeth Deignan        | Trek-Segafredo            | Liane Lippert        |
| Giro de Italia (Anna van der Breggen)                   | Elizabeth Deignan        | Trek-Segafredo            | Liane Lippert        |
| Flecha Valona (Anna van der Breggen)                    | Anna van der Breggen     | Trek-Segafredo            | Liane Lippert        |
| Lieja-Bastoña-Lieja (Elizabeth Deignan)                 | Elizabeth Deignan        | Trek-Segafredo            | Liane Lippert        |
| Gante-Wevelgem (Jolien D'Hoore)                         | Elizabeth Deignan        | Trek-Segafredo            | Liane Lippert        |
| Tour de Flandes (Chantal van den Broek-Blaak)           | Elizabeth Deignan        | Trek-Segafredo            | Liane Lippert        |
| Tres Días de Brujas-La Panne (Lorena Wiebes)            | Elizabeth Deignan        | Trek-Segafredo            | Liane Lippert        |
| Ceratizit Challenge by La Vuelta (Lisa Brennauer)       | Elizabeth Deignan        | Trek-Segafredo            | Liane Lippert        |
| Final                                                   | Elizabeth Deignan        | Trek-Segafredo            | Liane Lippert        |